# Bangwa-erdei bozótposzáta
A Bangwa-erdei bozótposzáta (Bradypterus bangwaensis) a verébalakúak (Passeriformes) rendjébe, ezen belül a tücsökmadárfélék (Locustellidae) családjába és a Bradypterus nembe tartozó faj. 14-15 centiméter hosszú. Kamerun és Nigéria hegyvidéki nedves erdőiben, sűrű bokros területein él. Apró gerinctelenekkel táplálkozik. Októbertől novemberig, esetenként márciustól áprilisig költ. Mérsékelten fenyegetett életterületének csökkenése miatt.

## Fordítás
- Ez a szócikk részben vagy egészben  a   Bangwa forest warbler című angol Wikipédia-szócikk fordításán alapul.  Az eredeti cikk szerkesztőit annak laptörténete sorolja fel. Ez a jelzés csupán a megfogalmazás eredetét és a szerzői jogokat jelzi, nem szolgál a cikkben szereplő információk forrásmegjelöléseként.